# Бехар Малічі
Бехар Малічі (алб. Behar Maliqi, 22 вересня 1986, Приштина) — косовський футболіст, півзахисник клубу «Феронікелі».

## Титули і досягнення
- Чемпіон Косова (7):

«Приштина»: 2008-09, 2010-11, 2011-12, 2012-13, 2020-21
«Феронікелі»: 2014-15, 2015-16
- Володар Суперкубка Косова (1):

«Приштина»: 2020